# ایرج پارسی‌نژاد
ایرج پارسی‌نژاد (زاده ۱۳۱۷ در آبادان) استاد بازنشسته ادبیات فارسی دانشگاه‌های ژاپن و آمریکا و تاریخ‌نگار نقد ادبی جدید در ایران است.

## کتاب‌ها
- A History of Literary Criticism in Iran (2003)[۴]
- روشنگران ایرانی و نقد ادبی.
- علی دشتی و نقد ادبی. تهران: انتشارات سخن. ۱۳۸۶.
- خانلری و نقد ادبی. تهران: انتشارات سخن. ۱۳۸۷.[۵]
- احسان طبری و نقد ادبی. تهران: انتشارات سخن. ۱۳۸۸.
- نیما یوشیج و نقد ادبی. تهران: انتشارات سخن. ۱۳۸۸.[۶]
- بهار و نقد ادبی. تهران: انتشارات سخن. ۱۳۸۹.[۷]
- فاطمه سیاح و نقد ادبی. تهران: انتشارات سخن. ۱۳۸۹.
- زرین کوب و نقد ادبی. تهران: انتشارات سخن. ۱۳۹۲.
- یادها و دیدارها، نشر نو. ۱۴۰۰.